# Тоомас Саві
Тоомас Саві (ест. Toomas Savi; нар. 30 грудня 1942, Тарту) — естонський політик, лікар, колишній голова Рійгікогу та член Європейського парламенту.

## Біографія
У 1970 році закінчив медичний факультет Тартуського університету, спеціалізується в галузі спортивної медицини. Він практикувався як лікар (у тому числі в університетських клініках Фінляндії), проводив наукові дослідження. З 1979 по 1993 рік він займав посаду директора Медичного центру в Тарту.
У період з 1989 по 2000 рік він працював депутатом міської ради Тарту, у 1993–1995 роках він був заступником мера міста. У 1993 році від Партії реформ Естонії був обраний в Національні збори. У 1999 і 2003 роках успішно переобирався. У період 1995–2003 років на два повних терміни він займав посаду голови парламенту, а потім через рік був віце-головою Рійгікогу і в той же час спостерігачем в Європарламенті.
На виборах до Європарламенту 2004 року він був обраний від Партії реформ. Приєднався до групи Альянсу лібералів і демократів за Європу. У 2009 році не намагався переобратись.
Він був одним із засновників і віце-президентом протягом 1989–2008 естонського Олімпійського комітету. У 1999 році він очолив Національну лижну асоціацію.